# إريكا كيرسنير
إريكا كيرسنير (بالمجرية: Kirsner Erika)‏ مواليد 23 ديسمبر 1975 في المجر، هي لاعبة كرة يد مجرية سابقة لعبت كجناح أيسر. شاركت في دورة الألعاب الأولمبية الصيفية سنة 2004. حققت المركز الأول في بطولة أوروبا لكرة اليد للسيدات 2000.

## سجل المنافسة
شاركت في البطولات التالية:
- بطولة العالم لكرة اليد للسيدات 2001
- بطولة العالم لكرة اليد للسيدات 2003
- بطولة العالم لكرة اليد للسيدات 2007
- بطولة أوروبا لكرة اليد للسيدات 2000
- بطولة أوروبا لكرة اليد للسيدات 2002
- بطولة أوروبا لكرة اليد للسيدات 2006

## الميداليات
| الميدالية | المسابقة                            |
| --------- | ----------------------------------- |
| فضية      | بطولة العالم لكرة اليد للسيدات 2003 |
| ذهبية     | بطولة أوروبا لكرة اليد للسيدات 2000 |

## روابط خارجية
- إريكا كيرسنير على موقع أوليمبيديا (الإنجليزية)